# Hausertsmühle
Hausertsmühle ist ein Gemeindeteil der Großen Kreisstadt Dinkelsbühl im Landkreis Ansbach (Mittelfranken, Bayern). Hausertsmühle liegt in der Gemarkung Seidelsdorf.

## Geografie
Die Einöde liegt knapp eineinhalb Kilometer westlich des Segringer Tors der Dinkelsbühler Altstadt in der Bachmulde des längeren linken Oberlaufs Hausertsmühlbach des Walkenweiherbaches, der wenig südlich der Stadt Dinkelsbühl von rechts in die Wörnitz fließt. Der Mühlkanal weitet sich kurz vor ihr zu einem schmalen Mühlweiher. Im Norden grenzt das Flurgebiet Hausert. Noch weiter nördlich befindet sich ein Golfplatz. Ein Anliegerweg führt zu einer Gemeindeverbindungsstraße (0,1 km südlich), die nach Hausertshof (0,7 km nordwestlich) bzw. zur Kreisstraße AN 44 verläuft (0,2 km südlich).

## Geschichte
Die Hausertsmühle wurde 1345 als „Huosers muele“ erstmals urkundlich erwähnt.
Die Fraisch über die Hausertsmühle war strittig zwischen dem ansbachischen Oberamt Crailsheim, dem oettingen-spielbergischen Oberamt Mönchsroth und der Reichsstadt Dinkelsbühl. Das Anwesen hatte das Spital der Reichsstadt Dinkelsbühl als Grundherrn. Von 1797 bis 1808 unterstand der Ort dem Justiz- und Kammeramt Crailsheim.
Infolge des Gemeindeedikts wurde Hausertsmühle 1809 dem Steuerdistrikt Segringen und der Ruralgemeinde Seidelsdorf zugewiesen. Am 1. Juli 1970 wurde Beutenmühle nach Dinkelsbühl eingegliedert.
Hausertsmühle ist heute eine wassergetriebene Mahlmühle für Weizen, Roggen und Dinkel. Am Pfingstmontag eines jeden Jahres nimmt sie am Deutschen Mühlentag teil; bei dieser Gelegenheit kann sie besichtigt werden und es findet ein großer Bauernmarkt statt.

### Baudenkmal
- Seidelsdorf 29: Nebengebäude der ehemaligen Mühle, erdgeschossiger Massivbau mit Steildach, 19. Jahrhundert[11]

### Einwohnerentwicklung
| Jahr      | 001818 | 001840 | 001861 | 001871 | 001885 | 001900 | 001925 | 001950 | 001961 | 001970 | 001987 | 002015 |
| Einwohner | 7      | 7      | 7      | 11     | 8      | 8      | 8      | 10     | 6      | 11     | 7      | 8      |
| Häuser    | 1      | 1      |        |        | 1      | 1      | 1      | 1      | 2      |        | 2      |        |
| Quelle    | [ 13 ] | [ 14 ] | [ 15 ] | [ 16 ] | [ 17 ] | [ 18 ] | [ 19 ] | [ 20 ] | [ 21 ] | [ 22 ] | [ 23 ] | [ 1 ]  |

## Religion
Der Ort ist seit der Reformation evangelisch-lutherisch geprägt und bis heute nach St. Vinzenz (Segringen) gepfarrt. Die Katholiken sind nach St. Georg (Dinkelsbühl) gepfarrt.